# 渭南市行政区划
渭南市是中国大陆的一个市，隶属于陕西省，行政级别为地级市。按照中国大陆的行政体制，市辖区、县下设立乡人民政府、镇人民政府、城市街道办事处作为基层行政机构。按照中国大陆地级城市的行政级别，市辖区、县为处级；街道办事处为处级，乡、镇为科级。
渭南市，面积13134平方千米，辖1个区，2个县级市，8个县，市人民政府驻临渭区。

## 区
临渭区，面积1221平方千米，人口97万，辖8个街道，16个镇，区人民政府驻杜桥街道：
- 街道：向阳街道、人民街道、解放街道、站南街道、杜桥街道、双王街道、良田街道、崇业路街道

- 镇：桥南镇、阳郭镇、故市镇、下吉镇、三张镇、交斜镇、辛市镇、崇宁镇、孝义镇、吝店镇、官底镇、官路镇、丰原镇、阎村镇、龙背镇、官道镇

## 县级市
华阴市，面积817平方千米，人口24万，辖2个街道，4个镇，市人民政府驻太华路街道：
- 街道：太华路街道、岳庙街道
- 镇：孟塬镇、华西镇、罗敷镇、华山镇

韩城市，面积1621平方千米，人口39万，辖2个街道，10个镇，市人民政府驻新城街道：
- 街道：新城街道、金城街道
- 镇：龙门镇、桑树坪镇、龙亭镇、芝川镇、西庄镇、昝村镇、芝阳镇、板桥镇、王峰镇、嵬东镇

## 县
- 华县
- 潼关县
- 富平县
- 蒲城县
- 大荔县
- 合阳县
- 澄城县
- 白水县